# Leviellus caspicus
Leviellus caspicus is een spinnensoort uit de familie van de Phonognathidae.
De wetenschappelijke naam van de soort werd in 1889 als Zilla caspica gepubliceerd door Eugène Simon.